# Izabella de Gruijter
Izabella de Gruijter (getauft 27. April 1716 in Den Haag; begraben 8. August 1787 in Amsterdam) war eine niederländische Schauspielerin.

## Leben
Izabella de Gruijter wurde am 27. April 1716 in Den Haag getauft. Sie war das fünfte und jüngste Kind von Nicolaas de Gruijter (gestorben vor 1750) und Aletta van Leeuwen (gestorben vor 1750). Ihr Vater war Lutheraner, ihre Mutter römisch-katholisch. Alle Kinder wurden in Den Haag katholisch getauft. Zur Theatertruppe von Jacob van Rijndorp muss eine Bindung bestanden haben, möglicherweise gehörte ihr Vater oder ihre Mutter der Truppe an. Bei ihrer Taufe fungierten Isabella van Rijndorp und Ambrosius du Quintane, zweifellos ein Verwandter von Anna Catharina de Quintana, der Frau von Van Rijndorp als Taufzeugen. Bei zwei weiteren Kindern der Familie fungierte Anna Maria Josephina van Rijndorp als Taufzeugin. Die Familie De Gruijter lebte zwischen 1709 und 1716 in Den Haag und zog wahrscheinlich irgendwann nach Amsterdam.
Izabella de Gruijter heiratete am 30. August 1750 in Amsterdam den Schauspieler Willem van der Stel (1715–1788). Bei der Verlobung gaben beide an, zwei Jahre jünger zu sein. Izabella de Gruijter arbeitete zu der Zeit an der Stadsschouwburg Amsterdam, ihre Eltern waren zu dem Zeitpunkt bereits verstorben. Aus dieser Ehe gingen vier Kinder hervor, von denen eines früh verstarb. Um 1760 erhielten sie jeweils etwa zwei Gulden pro Vorstellung, nicht viel für eine Familie mit drei Kindern: Johanna Susanna (1752), Jan (1755) und Nicolaas (1758). Auch Johanna Susanna und Nicolaas standen bereits als Kinder auf der Bühne.
Am 4. Januar 1763 trat Izabella de Gruijter als Erato in „Melpomene“ und in „Thalia“ als Apollo auf, ein Gelegenheitsstück zum 125-jährigen Jubiläum des Theaters. Die Kritiker waren von ihrer schauspielerischen Leistung im Allgemeinen nicht begeistert. In der Farce „The Bedurven Huis“ (1764) spielte sie „genug nichts von ihrer Rolle“ und in der Komödie „The Changeable Case“ waren die Trauben noch saurer. Izabella de Gruijter hatte „den Rezensenten extrem gelangweilt, und wir würden uns lieber vorstellen, eine Apfelfrau als eine Schauspielerin auf der Bühne zu sehen“. Ihre Auftritte in der Folgezeit missfielen ebenfalls dem Theaterpublikum. Auch ihre Darstellung einer ernsten Rolle als Walburg in der Tragödie „Aarnout und Adolf van Egmond“ sorgte beim Publikum für Unzufriedenheit über ihre „Haltung“.
Für ihre Auftritte in komischen Rollen bekam sie jedoch mehr positive Kritik. Beispielsweise spielte sie 1764 die Magd in Krispijn starrekijker „excellent“ sowie ihre Hauptrolle in der Farce De mansmoer. Im selben Jahr spielte sie zusammen mit ihrer Tochter die Hauptrolle in der Farce „Haat en nyd“. Ihr Talent für zuvorkommende Rollen zeigte sich auch 1765 in der Aufführung des ernsten Moralstücks „Die Freundschaft“, in dem sie Cathrijn, Lucas‘ Dienstmädchen, als „köstlich“ dargestellt hatte. Den Schouwburg Nieuws zufolge konnte sie in solchen Rollen „gut gefallen“.

### Rotterdamer Theater
Dennoch blieb der Erfolg aus, ihre Gagen waren entsprechend niedrig und auch wenn Sohn und Tochter ebenfalls hinzuverdienten, lebte die Familie 1772 in Armut. Nach dem Brand des Theaters 1772 wurde ihnen zwar ein Vertrag angeboten, sie sollten nun für die Hälfte der Gage spielen, jedoch entschieden sie sich Amsterdam zu verlassen und an das neue Theater von Jan Punkt nach Rotterdam zu gehen. Dort erhielten alle Familienmitglieder ein Gehalt von 30 Gulden pro Woche, welches für sie eine erhebliche finanzielle Verbesserung bedeutete. Doch nach dem Weggang von Izabellas Kollegin Cornelia Bouhon und ihrer Familie brachen schwierige Zeiten an. Um zu verhindern, dass alle weglaufen, ließ Regisseur Punt die Personen und das Eigentum seiner Schauspieler, darunter De Gruijter und ihre Familie, verhaften. Diese hatten jedoch nicht die Absicht zu gehen; Sie zogen sogar in ein Haus am Binnenweg, in der Nähe von Punts Theaterzelt.
Izabella de Gruijter spielte in Rotterdam Mütter, alte Damen und andere untergeordnete sowie komische Rollen. Punts Theater war finanziell und einigen zufolge auch künstlerisch ein Misserfolg. Auch das neue Holztheater am Coolsingel, dort wurde seit 1774 gespielt, lockte zu wenig Publikum an und die Schauspieler mussten Gehaltskürzungen hinnehmen. So erhielt die Familie De Gruijter 100 Gulden weniger Lohn. Allerdings erhielten sie die Erlaubnis, im Sommer in Reisegesellschaften, die die Messen besuchten, etwas dazuzuverdienen.
Als 1779 Maria Elisabeth de Bruyn die Theaterleitung übernommen hatte, gehörte Izabella de Gruijter nicht mehr der Rotterdamer Truppe an, ihr Mann und ihre Kinder jedoch schon. Izabella de Gruijter und ihr Mann wurden damals von ihrer Tochter Johanna, die inzwischen zur ersten Schauspielerin befördert worden war, und ihrem Sohn Nicolaas unterstützt. Im Juni 1786 kehrte die gesamte Familie nach Amsterdam zurück, wo Sohn und Tochter erneut am Theater beschäftigt waren. Ein Jahr später starb Izabella de Gruijter und wurde am 6. August 1787 in der Nieuwe Kerk, bei den Bedürftigen, beigesetzt.